# Sorgmunia
Sorgmunia (Mayrimunia tristissima) är en fågel i familjen astrilder inom ordningen tättingar.

## Utbredning och systematik
Sorgmunia delas in i fyra underarter med följande utbredning:
- tristissima – förekommer på nordvästra Nya Guinea
- hypomelaena – förekommer på västra Nya Guinea
- calaminoros – förekommer på norra Nya Guinea
- bigilalei – förekommer på sydöstra Nya Guinea

Sorgmunia och pärlmunia placeras traditionellt i släktet Lonchura, men lyfts numera vanligen ut till det egna släktet Mayrimunia efter genetiska studier. Denna linje följs här.

## Status
IUCN kategoriserar arten som livskraftig.